# Waltrams

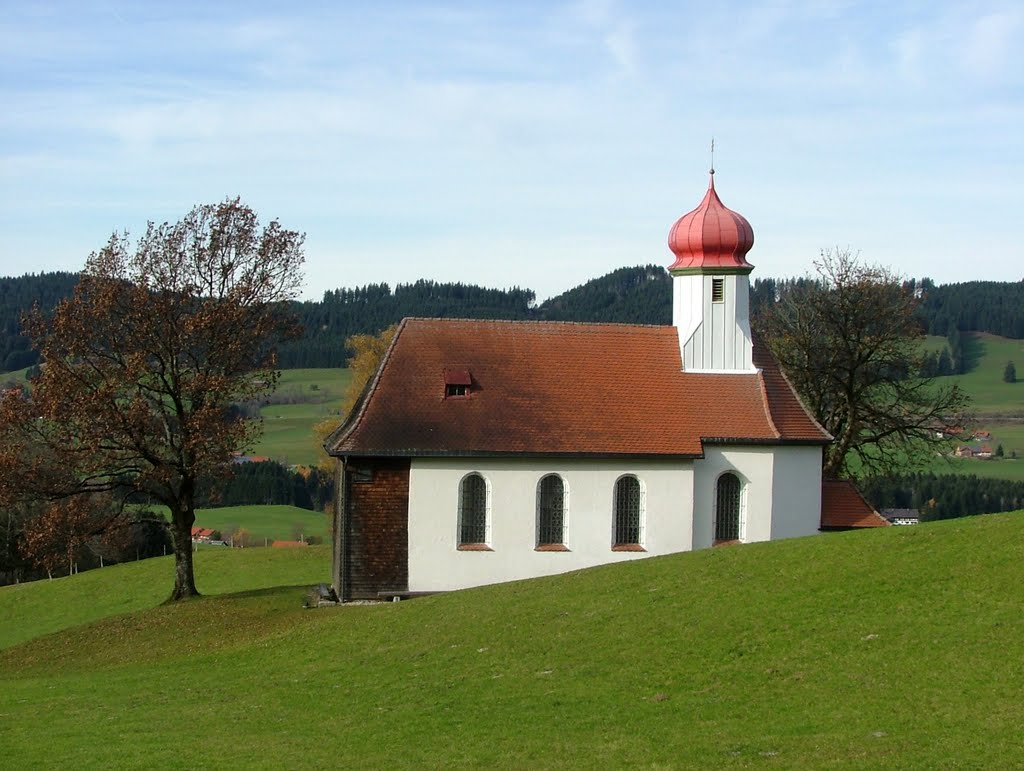
Katholische Kapelle St. Rochus (2010)

Waltrams ist ein Gemeindeteil des Marktes Weitnau im Landkreis Oberallgäu (Regierungsbezirk Schwaben, Bayern). 

## Geographie
Der Ort liegt südöstlich des Kernortes Weitnau am nördlich und östlich fließenden Osterbach. Nordöstlich verläuft die Kreisstraße OA 7, nördlich fließt der Weitnauer Bach.

## Geschichte
1258 schenkte ein Ritter Heinrich von Waltrammes der Würzburger Domkirche gegen Rückbelehnung die Burg samt Dorf Waltrammes. 1452 und auch später ist Waltrams als Sitz einer kleinen Herrschaft überliefert. Es werden zwei Burgställe genannt. Die Vereinödung ist 1748 durchgeführt worden.
Am 26. Juli 1863 wurde die bis dahin selbständige Gemeinde Waltrams eingegliedert.

## Baudenkmäler
In der Liste der Baudenkmäler in Weitnau ist für Waltrams ein Baudenkmal aufgeführt: 
- Die römisch-katholische Kapelle St. Rochus aus der Zeit um 1770/80, am Nordhang des Hauchenberges gelegen, ist ein Saalbau mit eingezogenem, dreiseitig geschlossenem Chor und Dachreiter (aus dem Jahr 1911) mit Zwiebelhaube.